# Hewittia (Thomisidae)
Hewittia là một chi nhện trong họ Thomisidae.

## Hình ảnh

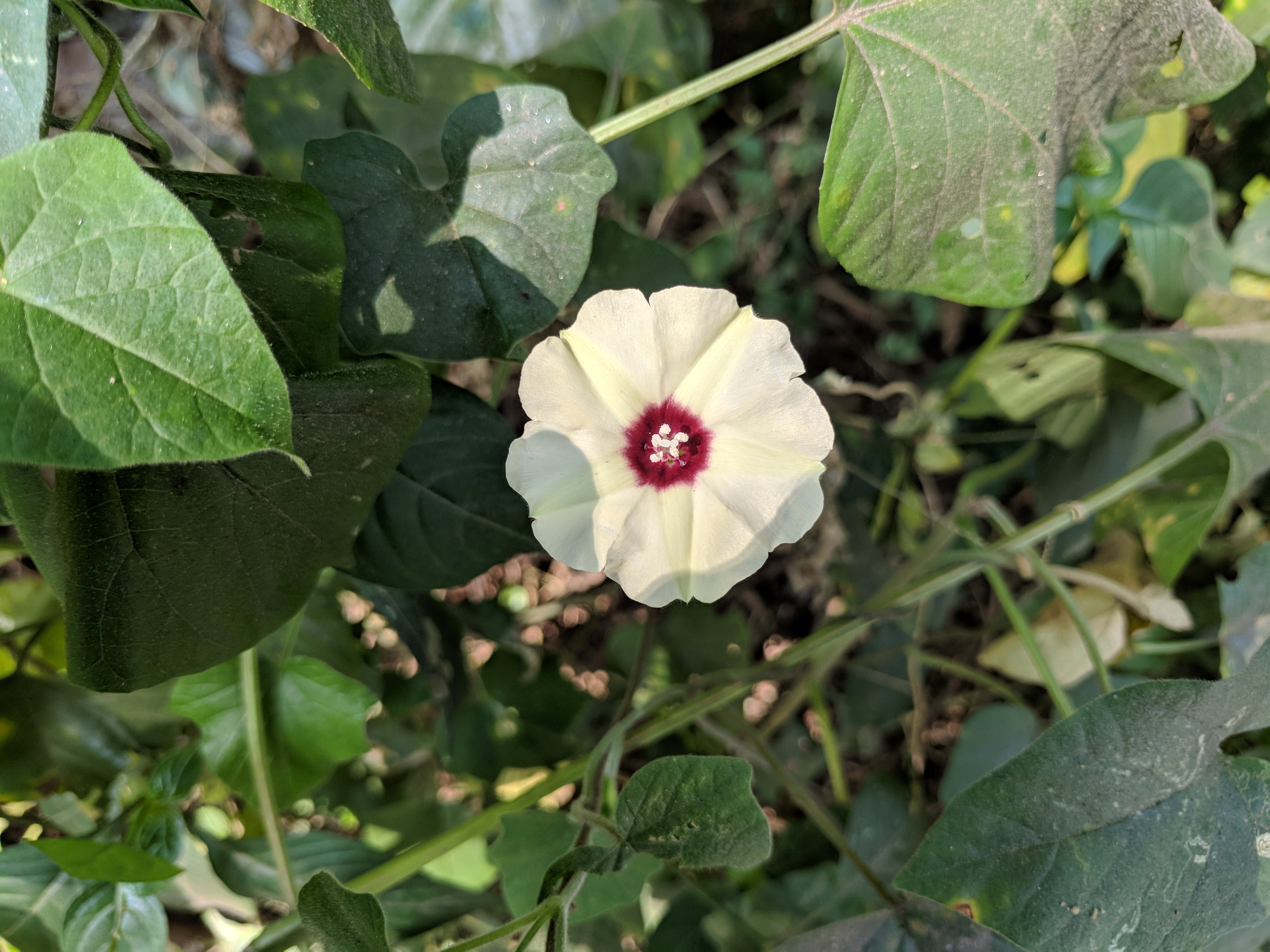